# ISO 3166-2:PS
Artículo principal: ISO 3166-2
ISO 3166-2:PS es la entrada para el Estado de Palestina en ISO 3166-2, parte del patrón ISO 3166 publicado por la Organización Internacional de Normalización (ISO), que define los códigos de los nombres de las principales subdivisiones: provincias o divisiones administrativas del Estado de todos los países codificados en el ISO 3166-1.
Actualmente, para el Estado de Palestina, que reclama Cisjordania y la Franja de Gaza, aunque de facto solamente controla en torno al 40% de Cisjordania, los códigos ISO 3166-2 se definen para 16 gobernaciones.
Cada código consta de dos partes, separadas por un guion. La primera parte es PS, el código del Estado de Palestina en ISO 3166-1 alfa-2. La segunda parte tiene tres letras.

## Códigos actuales
Los nombres de las subdivisiones figuran en la lista según el patrón publicado por la Agencia de Mantenimiento del ISO 3166-2 (ISO 3166/MA).
Los códigos ISO 639-1 e ISO 639-2 se usan para representar los nombres de las subdivisiones en los siguientes idiomas oficiales:
- (ar): Árabe
- (en): Inglés

### Gobernaciones
Pulsa sobre el botón en el encabezado de cada columna para clasificar.
| Código | Nombre de la subdivisión (en) | Nombre de la subdivisión (ar) (BGN/PCGN 1956) | Nombre de la subdivisión (es) |
| ------ | ----------------------------- | --------------------------------------------- | ----------------------------- |
| PS-BTH | Bethlehem                     | Bayt Laḩm                                     | Belén                         |
| PS-DEB | Deir El Balah                 | Dayr al Balaḩ                                 | Deir el-Balah                 |
| PS-GZA | Gaza                          | Ghazzah                                       | Gaza                          |
| PS-HBN | Hebron                        | Al Khalīl                                     | Hebrón                        |
| PS-JEN | Jenin                         | Janīn                                         | Yenín                         |
| PS-JRH | Jericho and Al Aghwar         | Arīḩā wal Aghwār                              | Jericó                        |
| PS-JEM | Jerusalem                     | Al Quds                                       | Jerusalén                     |
| PS-KYS | Khan Yunis                    | Khān Yūnis                                    | Jan Yunis                     |
| PS-NBS | Nablus                        | Nāblus                                        | Nablus                        |
| PS-NGZ | North Gaza                    | Shamāl Ghazzah                                | Gaza del Norte                |
| PS-QQA | Qalqilya                      | Qalqīlyah                                     | Kalkilia                      |
| PS-RFH | Rafah                         | Rafaḩ                                         | Rafah                         |
| PS-RBH | Ramallah                      | Rām Allāh wal Bīrah                           | Ramala y Al Bireh             |
| PS-SLT | Salfit                        | Salfīt                                        | Salfit                        |
| PS-TBS | Tubas                         | Ţūbās                                         | Tubas                         |
| PS-TKM | Tulkarm                       | Ţūlkarm                                       | Tulcarem                      |

## Cambios
Los siguientes cambios a la entrada se han anunciado en informes de la ISO 3166/MA desde la primera publicación de la ISO 3166-2 en 1998. ISO cesó la emisión de informes en 2013.
| Informe                       | Fecha de emisión                     | Descripción del cambio en el informe | Cambio de código o subdivisión           |
| ----------------------------- | ------------------------------------ | --- | ---------------------------------------- |
| Newsletter I-3                | 20/8/2002                            | Inserción de una nueva entrada entre PUERTO RICO y PORTUGAL; de acuerdo con ISO 3166-1 Newsletter V-2                                                                              | Nueva entrada (sin códigos)              |
| Newsletter II-3               | 13/12/2011 (corregida el 15/12/2011) | División administrativa tenida en cuenta. | Subdivisiones añadidas: 16 gobernaciones |
| Plataforma en línea de la ISO | 6/2/2013                             | Notificación de las Naciones Unidas del nombre completo |                                          |
| Plataforma en línea de la ISO | 27/11/2015                           | Se añade el sistema de romanización para ara; cambia la ortografía del nombre de la categoría en ara; cambia la ortografía de PS-QQA, PS-JRH, PS-RBH; se actualiza la lista fuente |                                          |